# Струже (Тарновський повіт)
Струже (пол. Stróże) — село в Польщі, у гміні Заклічин Тарновського повіту Малопольського воєводства.
Населення — 620 осіб (2011).
У 1975-1998 роках село належало до Тарновського воєводства.

## Демографія
Демографічна структура станом на 31 березня 2011 року:
|          | Загалом | Допрацездатний вік | Працездатний вік | Постпрацездатний вік |
| -------- | ------- | ------------------ | ---------------- | -------------------- |
| Чоловіки | 263     | 55                 | 175              | 33                   |
| Жінки    | 357     | 56                 | 189              | 112                  |
| Разом    | 620     | 111                | 364              | 145                  |